# József Károlyi
József Károlyi (25 maggio 1925 – 31 marzo 2005) è stato un calciatore ungherese, di ruolo portiere.

## Carriera

### Club
Ha sempre giocato nel campionato ungherese.

### Nazionale
Ha collezionato 3 presenze con la maglia della Nazionale.